# Liste der Baudenkmäler in Donaustauf
Auf dieser Seite sind die Baudenkmäler in dem Oberpfälzer Markt Donaustauf zusammengestellt. Diese Tabelle ist eine Teilliste der Liste der Baudenkmäler in Bayern. Grundlage ist die Bayerische Denkmalliste, die auf Basis des Bayerischen Denkmalschutzgesetzes vom 1. Oktober 1973 erstmals erstellt wurde und seither durch das Bayerische Landesamt für Denkmalpflege geführt wird. Die folgenden Angaben ersetzen nicht die rechtsverbindliche Auskunft der Denkmalschutzbehörde.

## Ensembles

### Ensemble Donaustauf mit Walhalla-Landschaft

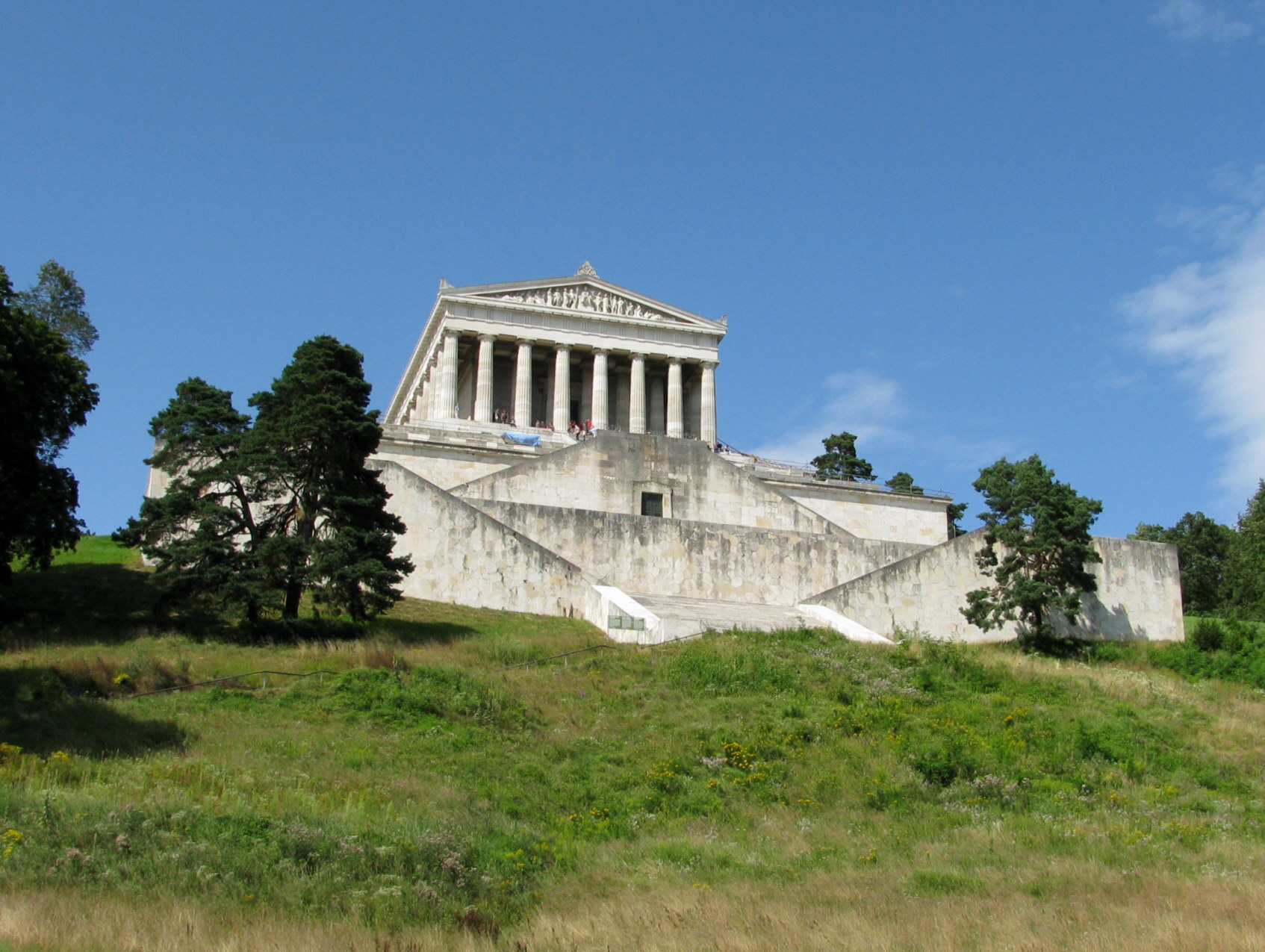
Walhalla

Das Ensemble Donaustauf mit Walhalla-Landschaft hat seinen Einmaligkeitscharakter aus der Verbindung einer historisch gewachsenen Struktur und eines geschichtsbewussten Willensaktes von König Ludwig I. von Bayern.
Ein hoch über der Donau aufsteigender Bergkegel, seit 914 im Besitz der Regensburger Bischöfe, war Anreiz für die Errichtung einer Burg und die Entstehung einer Siedlung unmittelbar zu seinen Füßen. Der Donauhandel mit einer seit 1367 nachweisbaren Donaubrücke förderte die Entfaltung dieser Siedlung zum Marktort in Form eines Straßenmarktes, welcher der Krümmung des Burgberges im Süden und Westen folgt und in der heutigen Baugestalt auf die Wiederherstellung nach dem Brand von 1880 zurückweist, jedoch die mittelalterliche Parzelleneinteilung beibehielt. Eine besitzmäßige Umschichtung am Beginn des 19. Jahrhunderts, als der Markt 1810 bayerisch geworden war und das Fürstenhaus Thurn und Taxis Grund erworben hatte, äußerte sich in der Anlage des Fürstengartens mit einem Thurn und Taxis’schen Schloss im Südosten des Marktbereichs.
Bereits 1807 war in dem damaligen Kronprinzen Ludwig von Bayern unter dem Eindruck napoleonischer Fremdherrschaft der Entschluss gereift, das deutsche Selbstbewusstsein durch die Errichtung eines Pantheons für berühmte deutsche Männer zu stärken gemäß der Idee des Freudenhimmels Walhall, der die germanischen Helden nach ihrem Tod auf der Walstatt erwartete. Zur Verwirklichung dieser Idee bedurfte es einer Synthese aus Geschichte, topographischem Landschaftsbild, Architektur und Ausstattungskunst. Das geplante Nationaldenkmal sollte durch seinen Standort in ein Koordinatensystem vorgeschichtlicher, geschichtlicher und aktueller Ereignisse staatstragenden Charakters gestellt werden. So erfolgte die Grundsteinlegung des durch Leo von Klenze projektierten Staatsbaues am 18. Oktober 1830, dem Jahrestag der Völkerschlacht bei Leipzig, und die Einweihung auf den Tag genau 12 Jahre später.
War anfänglich noch entsprechend den verinnerlichten Denkmalvorstellungen der Aufklärungszeit der Walhalla-Standort in München auf einem Hügel am Biederstein vorgesehen (1811 in einem Erweiterungsplan für den Englischen Garten durch Friedrich Ludwig von Sckell), so musste nach dem Ende der Befreiungskriege ein teudtsches Nationaldenkmal extensiv in die Öffentlichkeit der deutschen Landschaft gestellt werden.
Das in Sichtweite gelegene Regensburg bot als „Erster Sitz der Bayernfürsten“ und als Belehnungsstadt Ottos von Wittelsbach den benötigten historischen Bezugspunkt, wie die Zeichnungen Klenzes und die offizielle Festschrift zur Grundsteinlegung eindeutig belegen. Einen zweiten, wegen seiner Nähe viel wirksameren Blickbezug bot Donaustauf mit seiner Burg und seinem Markt, in der mittelalterlichen Anlage ein echter Kontrast zu dem in antiken Formen errichteten Tempelbau. Als dritter Bezugspunkt wurde die zwischen Donaustauf und der Walhalla gelegene Wallfahrtskirche St. Salvator in das Gesamtkonzept Klenzes mit einbezogen und in eine romanisierende Außenerscheinung zurückversetzt.
Das romantische Grundmuster der Polarität, der Dualismus von Antike und Mittelalter, von Tempel und Kathedrale sollte dadurch deutlich vor Augen geführt werden. Der Bau der Walhalla, mit der Burg Donaustauf als Zeichen deutschen Rittertums, mit der Salvator-Kirche als mittelalterlicher Wallfahrtsstätte, mit dem von Römern nie bezwungenen Bräuberg, mit der Donau als Verbindungsachse vieler Völker, mit dem nahe gelegenen Regensburg als Sitz von Bayernherzögen, deutschen Kaisern und des Immerwährenden Reichstages, wurde hier in dieser Landschaft zum Sinnbild eines deutschen Nationaldenkmals, zum Symbolbau einer Epoche.
Aktennummer: E-3-75-130-1.

## Baudenkmäler nach Ortsteilen

### Donaustauf
| Lage                                                       | Objekt                                                  | Beschreibung | Akten-Nr.              | Bild                                 |
| ---------------------------------------------------------- | ------------------------------------------------------- | --- | ---------------------- | ------------------------------------ |
| Marktbefestigung ()                                        | Ehemalige Marktbefestigung                              | erhaltene Teile der Bruchsteinmauer, zum Teil 3 m hoch, spätmittelalterlich | D-3-75-130-71          |                                      |
| Albertus-Magnus-Weg ()                                     | Steinkreuz                                              | mit Gekreuzigtem im Viernageltypus, Kalkstein, spätgotisch, bezeichnet 1482, 1674, 1880 | D-3-75-130-5 Wikidata  | Steinkreuz                           |
| Albertus-Magnus-Weg 3 (Standort)                           | Albertinum                                              | Albertinum, ehemaliges Schul- und Mesnerhaus, zweigeschossiger und traufständiger Halbwalmdachbau mit Putzgliederungen und Zwerchhaus, bezeichnet 1907, 1833 auf älteren Fundamenten erneuert. | D-3-75-130-2 Wikidata  | Albertinum                           |
| Albertus-Magnus-Weg 5 (Standort)                           | Kirche                                                  | Katholische Pfarrkirche St. Michael, Chorturmkirche mit achteckigem Turm mit Zeltdach, 1724, Turm mittelalterlich, vor 1388; mit Ausstattung; Abschnitte der Friedhofsmauer, wohl 18. Jahrhundert | D-3-75-130-3 Wikidata  | weitere Bilder                       |
| Albertus-Magnus-Weg 11 (Standort)                          | Pfarrhaus                                               | Katholische Pfarrhaus, zweigeschossiger und traufständiger Satteldachbau, bezeichnet 1725. | D-3-75-130-4 Wikidata  | Pfarrhaus                            |
| Kolpingstraße 9 (Standort)                                 | Wohnhaus                                                | zweigeschossiger Walmdachbau mit Putzgliederungen und Untergeschoss, 17./18. Jahrhundert | D-3-75-130-11 Wikidata | weitere Bilder                       |
| Maxstraße ()                                               | Figur                                                   | des hl. Johannes Nepomuk mit zwei Putti auf Wappensockel, Kalkstein, spätbarock, Mitte 18. Jahrhundert | D-3-75-130-9 Wikidata  | weitere Bilder                       |
| Maxstraße 1 (Standort)                                     | Wohn- und Geschäftshaus                                 | zweigeschossiger Walmdachbau in Ecklage, mit Putzgliederungen, spätklassizistisch, nach 1880 | D-3-75-130-14 Wikidata | weitere Bilder                       |
| Maxstraße 2 (Standort)                                     | Ehemaliges Rathaus                                      | zweigeschossiger Eckbau mit abgeschrägter Front, abgewalmtem Satteldach, Giebeldreieck, Kniestock und Putzgliederungen, spätklassizistisch, nach 1880 | D-3-75-130-15 Wikidata | weitere Bilder                       |
| Maxstraße 5 (Standort)                                     | Hausmadonna                                             | spätgotisch, 1. Hälfte 15. Jahrhundert | D-3-75-130-16 Wikidata | Hausmadonna                          |
| Maxstraße 12, 14 (Standort)                                | Wohn- und Geschäftshaus                                 | zweigeschossiger und traufständiger Satteldachbau mit Kniestock und Putzgliederungen. spätklassizistisch, nach 1880 | D-3-75-130-17 Wikidata | Wohn- und Geschäftshaus              |
| Maxstraße 31 (Standort)                                    | Wohnhaus                                                | zweigeschossiger Walmdachbau in Ecklage mit Kniestock und Putzgliederungen, spätklassizistisch, nach 1880 | D-3-75-130-18 Wikidata | Wohnhaus                             |
| Maxstraße 40 (Standort)                                    | Wohnhaus, sogenanntes Wippbäckerhaus                    | zweigeschossiger und traufständiger Halbwalmdachbau mit Kniestock und Putzgliederungen, spätklassizistisch, nach 1880 | D-3-75-130-19 Wikidata | Wohnhaus, sogenanntes Wippbäckerhaus |
| Maxstraße 45 (Standort)                                    | Gasthaus Burgfrieden                                    | Ehemaliges Hofherrenhaus und Gerichtsgebäude, zweigeschossiger und traufständiger Steildachbau in Ecklage mit Vorschussgiebel und Doppelarkade, im Kern 17./18. Jahrhundert | D-3-75-130-21 Wikidata | Gasthaus Burgfrieden                 |
| Maxstraße 49, Regensburger Straße (Standort)               | Ehemaliges Türmerhaus                                   | zweigeschossiger und giebelständiger Satteldachbau mit gewölbtem Durchgang, um 1600; zwei Torpfeiler anstelle des abgebrochenen Tores, mit Inschriften, bezeichnet 1842 | D-3-75-130-22 Wikidata | Ehemaliges Türmerhaus                |
| Mozartstraße 2 (Standort)                                  | Steinkreuz                                              | lateinische Form mit verbreiterten Armen, Granit, wohl spätmittelalterlich | D-3-75-130-41 Wikidata | Steinkreuz                           |
| Mozartstraße 8 (Standort)                                  | Wohnhaus                                                | ein- und zweigeschossiger Massivbau mit asymmetrischem Satteldach, erdgeschossiger Kernbau mittelalterlich, Ausbau mit Aufstockung 1681 (dendrochronologisch datiert) und Erweiterung 1781/82 (dendrochronologisch datiert), Umbauten 19. Jahrhundert | D-3-75-130-69          | BW                                   |
| Reifldinger Straße (Standort)                              | Wegkapelle St. Sebastian                                | giebelständiger Satteldachbau mit Vordach auf Pfeilern, 19. Jahrhundert | D-3-75-130-12 Wikidata | Wegkapelle St. Sebastian             |
| Prüllstraße 12, 14, 14 a (Standort)                        | Wohnhaus                                                | zweigeschossiger und traufständiger Satteldachbau, südlich Wohnhaus (Nr. 12), nördlich ehemaliges Wohnstallhaus (Nrn. 14, 14 a), wohl 16. Jahrhundert | D-3-75-130-24 Wikidata | Wohnhaus                             |
| Walhallastraße (Standort)                                  | Wegkapelle Maria Schnee                                 | giebelständiger Satteldachbau mit rundbogigem Eingang, neuromanisch, 19. Jahrhundert | D-3-75-130-32 Wikidata | weitere Bilder                       |
| Walhallastraße 10 (Standort)                               | Katholische Neben- und Wallfahrtskirche St. Salvator    | Saalbau mit eingezogenem Chor, östlicher Sakristei und Westturm mit Zeltdach und Vorhalle, um 1430, Chor und Langhaus 1607, Sakristei spätgotisch, 1842 durch Leo von Klenze neuromanisch umgestaltet; Treppenanlage, nachmittelalterlich | D-3-75-130-29 Wikidata | weitere Bilder                       |
| Walhallastraße 41; Hellberg; Franzosenschlag; Dachsberg () | Ehemalige Wasserversorgung der Walhalla                 | 1831; Brunnen, rechteckiger Brunnenkasten mit überhöhter, volutenartig gestalteter Rückwand, Kalkstein, klassizistisch; acht Brunnenstuben, kleine Massivbauten zur Quellfassung, zwischen Hellberg und Dachsberg gelegen | D-3-75-130-72          |                                      |
| Walhallastraße 48 (Standort)                               | Verwaltungshaus der Walhalla                            | zweigeschossiger Flachsatteldachbau mit Dachüberstand und geohrten Rahmungen, klassizistisch, Mitte 19. Jahrhundert | D-3-75-130-30 Wikidata | Verwaltungshaus der Walhalla         |
| Walhallastraße 50 (Standort)                               | Walhalla                                                | Dorischer Ringhallentempel auf Stufenunterbau über monumentaler Treppenanlage, Kalkstein, klassizistisch, 1830–42, nach Plänen von Leo von Klenze; mit Ausstattung | D-3-75-130-31 Wikidata | weitere Bilder                       |
| Wörther Straße (Standort)                                  | Englischer Landschaftsgarten, sogenannter Fürstengarten | gestreckte Parkanlage, 1842–43; vom 1880 abgebrannten Schloss nur noch Fundamente und die Kelleranlagen erhalten (unbegehbar), um 1842; Chinesischer Pavillon, ehemaliges Sommerhaus, achteckiger Holzständerbau mit ausladenden Pagodendächern und ornamentaler Farbfassung, vor 1812 errichtet, 1842 weitgehend erneuert (1999 aus Park des Klosters Prüfening rückgeführt); Gusseiserne Pavillon-Einfriedung, um 1900, Felderungen erneuert (ehemaliger Teil der Einfriedung des Bahnhofgeländes an der Friedenstraße in Regensburg, 2001 transloziert) | D-3-75-130-34 Wikidata | weitere Bilder                       |
| Wörther Straße 5 (Standort)                                | Ehemalige Gaststätte Walhalla                           | jetzt Rathaus, zweigeschossiger und traufständiger Halbwalmdachbau mit dreigeschossigem Mittelrisalit mit Mansardwalmdach und Eckerker mit Altane, Neurenaissance, um 1890 | D-3-75-130-35 Wikidata | Ehemalige Gaststätte Walhalla        |
| Schlossberg (Standort)                                     | Burgruine                                               | um 1050, 1634 aufgegeben; Ringmauer aus Bruchstein, mit nordöstlichem Tor (1. Tor); Kernburg mit 2. Tor mit flankierenden Bruchsteinmauern; 3. Tor, Torturm mit rundbogigem Eingang und Schildmauer über Graben, Quadermauerwerk; Stumpf des Bergfrieds, Rundturm mit Buckelquadern, wohl 2. Hälfte 12. Jahrhundert, daneben 4. Tor; 5. Tor, Torbau mit Sichtquadermauerwerk und rundbogigem Durchgang; 6. Tor, zweigeschossiger und gewölbter Torbau mit Resten der Burgkapelle im Obergeschoss, halbrunde Wandnischen mit Säulen; Umfassungsmauern des ehemaligen Palas, Bruchsteinmauerwerk; die Ostseite des Burgareals als englischer Park mit Allee ab 1812 angelegt | D-3-75-130-8 Wikidata  | weitere Bilder                       |

### Sulzbach an der Donau
| Lage                     | Objekt                                                    | Beschreibung | Akten-Nr.              | Bild                                          |
| ------------------------ | --------------------------------------------------------- | --- | ---------------------- | --------------------------------------------- |
| Kirchstraße 7 (Standort) | Katholische Filialkirche St. Martin, ehemalige Wehrkirche | Saalbau mit abgewalmtem Satteldach und verschindeltem Dachreiter mit Zwiebelhaube, frühgotisch, barock verändert; Friedhofsmauer aus Granitbruchstein, spätgotisch | D-3-75-130-36 Wikidata | weitere Bilder                                |
| Waldweg 4 ()             | Ehemaliges Kellerhaus                                     | schmaler, zweigeschossiger Giebelbau, Bruchstein und Ziegel, 1543 (dendrochronologisch datiert)                                                                    | D-3-75-130-73          |                                               |
| Bräuberg ()              | Wegkapelle                                                | giebelständiger Satteldachbau mit stichbogigem Eingang, letztes Viertel 19. Jahrhundert                                                                            | D-3-75-130-40 Wikidata | Wegkapelle                                    |
| Bräuberg ()              | Stadel, sogenannter Popenstadel oder Bütthaus             | Halbwalmdachbau mit Schindeldeckung, Bruchstein, wohl 18. Jahrhundert                                                                                              | D-3-75-130-38 Wikidata | Stadel, sogenannter Popenstadel oder Bütthaus |

### Keinem Ortsteil zugeordnet
| Lage     | Objekt      | Beschreibung               | Akten-Nr.     | Bild |
| -------- | ----------- | -------------------------- | ------------- | ---- |
| Donau () | Windbrunnen | Stahlkonstruktion, um 1920 | D-3-75-130-70 |      |